# Frederik Kristensen
Frederik „Kunngi“ Kristensen (* 20. Juli 1952 in Uummannaq; † 5. November 2021 in Nuuk) war ein grönländischer Maler, Bildhauer, Musiker und Dichter.

## Leben
Frederik Kristensen war der Sohn des Katecheten Karl Jørgen Jacob Peter Kristensen und seiner Frau Vita Margrethe Lea Kirstine Larsen. Er war verheiratet mit der Lehrerin Karen Geraae Bendtsen (* 1953).
Als Säugling bekam er den Spitznamen „Kunngi“ (grönländisch König), weil König Frederik IX. ihn bei seinem Grönlandbesuch 1952 in den Armen hielt. Mit sieben Jahren verletzte er sich sehr schwer am Zeigefinger. Als er später seinen Onkel malen sah, beschloss er Künstler zu werden. Nachdem er die Realschule in Aasiaat abgeschlossen hatte, schrieb er sich 1975 an der Grafisk Værksted in Nuuk ein, der heutigen Kunstschule. Ab 1977 besuchte er die Kunstakademie in Kopenhagen.
Frederik Kristensens Stil unterscheidet sich deutlich von dem anderer grönländischer Künstler. Während in der grönländischen Kunst meist Motive aus Natur und traditioneller Kultur gezeigt werden, sind Kunngis Werke meist abstrakt und zeichnen sich durch deutliche geometrische Figuren und klare Farben, vor allem Blau aus. Er arbeitete mit Siebdrucken, Lithografien, Zinkografien und Linolschnitten. Daneben schuf er Öl- und Acrylmalereien oder arbeitete mit Speckstein. Er hat in Grönland, New York City, Paris und Norwegen ausgestellt. 1977 schuf er die grönländische Weihnachtsbriefmarke.
Kunngi war auch als Dichter und Musiker aktiv. Er gab 1994 die CD Samma Samma Paffa Paffa und 2002 Inequnaq mit heraus. Seine Gedichtsammlungen illustrierte er selbst.
Am 14. September 2011 erhielt er den Nersornaat in Silber. Im selben Jahr wurde er mit dem grönländischen Kulturpreis ausgezeichnet. Sein Buch Inunni uannut qaninnerpaaq wurde 1994 für den Literaturpreis des Nordischen Rates nominiert und sein Buch Avuu für den Kinder- und Jugendbuchpreis des Westnordischen Rates. 2018 erhielt er für sein musikalisches Lebenswerk den Ehrenpreis der Koda Awards.
Kunngi starb am 5. November 2021 im Alter von 69 Jahren, nachdem er jahrelang unter Parkinson gelitten hatte.

## Werke
- 1992: Inunni uannut qaninnerpaaq (Gedichtsammlung)
- 2005: Iluliamernit / Isskodser / Chunks of ice (Gedichtsammlung)
- 2007: Ippassaq ullumeqarani aqagu (Gedichtsammlung)
- 2010: Qaammatigivissuarmi (Gedichtsammlung)
- 2012: Soqutiginartut – nunamut avatangiisimullu tunngasut (Gedichtsammlung)
- 2013: Puttarsivik (Gedichtsammlung)
- 2015: Avuu (mit Lisbeth Karline Poulsen)
- 2016: Allaata allaqataa (Gedichtsammlung)